# 총알개미속
총알개미속은 총알개미아과에 속한 유일한 속이다. 이름의 의미는 "near-Ponera"이다.
총알개미속은 두 종으로 구성된다: 신열대구에서 발견되는 총알개미, 마이오세 초기(1,600-1,700만년 전)의 도미니카 호박 화석으로만 남아있는, 크기가 굉장히 작은 옛총알개미가 있다.

## 하위 종
- 총알개미 Paraponera clavata (Fabricius, 1775)
- †옛총알개미 Paraponera dieteri Baroni Urbani, 1994